# ジェール・モション・ショプロン県
ジェール・モション・ショプロン県（Győr–Moson–Sopron (ハンガリー語: Győr-Moson-Sopron vármegye, 発音 [ˈɟøːr ˈmoʃon ˈʃopron ˈvaːrmɛɟɛ]; ドイツ語: Komitat Raab-Wieselburg-Ödenburg; スロバキア語: Rábsko-mošonsko-šopronská župa)）は、ハンガリー共和国北西端に位置する県（vármegye ヴァールメジェ）。スロバキアとオーストリアに接する。県都はジェール。

## 歴史
ジェール・モション・ショプロン県は、1950年にジェール県、モション県、ショプロン県が合併して誕生した。

## 県内の主な自治体
- ジェール - 県都。旧ジェール県の県都。
- ショプロン（エーデンブルク） - 自由都市。旧ショプロン県の県都。
- ブレンベルグバーニャ（ブレンベルク） - 鉱山町
- ハルカ（ハルカウ） - ブルゲンラント風のケークフランコシュ（ブラウフレンキッシュ）・ワインなどが頂ける
- ナッツェンク（グロースツェンク） - セーチェーニ家の居城の一つ
- フェルテーセントミクローシュ
- フェルテード（エステルハーザ） - エステルハージ家の居城の一つ
- カプヴァール - エステルハージ家の居城の一つ
- チョルナ
- ヤーノシュショモルヤ
- モションマジャローヴァール（ヴィーゼルブルク＆ウンガリッシュ・アルテンブルク） - 旧モション県の県都。
- ヘジェシュハロム（シュトラースゾンマライン）
- ヘーデルヴァール - クーエン＝ヘーデルヴァーリ家の居城の一つ
- パンノンハルマ、パーズマーントファル＆パーズマーンドヘジ
- レーベーニ Lébény
- テート Tét
- サニ Szany
- ベレド Beled

## ジェール・モション・ショプロン県の自治体

### A
- アブダ　Abda
- アチャラグ　Acsalag
- アークファルヴァ　Ágfalva
- アジャゴシュセルゲーニ　Agyagosszergény
- アールパーシュ　Árpás
- アーシュヴァーニャーロー　Ásványráró

### B
- バボート　Babót
- バージョクソヴァート　Bágyogszovát
- バコニジロート　Bakonygyirót
- バコニペーテルド　Bakonypéterd
- バコニセントラースロー　Bakonyszentlászló
- バルフ　Balf
- バルバチ　Barbacs
- ベレド　Beled
- ベジ　Bezi
- ボジョスロー　Bogyoszló
- ブレンベルグバーニャ　Brennbergbánya（ショプロン市の一部）
- ベーニ　Bőny
- ベーシャールカーニ　Bősárkány

### C
- ツァコーハーザ　Cakóháza
- ツィラーク　Cirák
- チャーフォルドヤーノシュファ　Csáfordjánosfa
- チャポド　Csapod
- チェール　Csér
- チョルナ　Csorna

### D
- ドゥナセグ　Dunaszeg
- デーネシュファ　Dénesfa
- デル　Dör

### E
- エベルゲーツ　Ebergőc
- エドヴェ　Edve
- エジェド　Egyed
- エジハーザシュファル　Egyházasfalu
- エネシェ　Enese

### F
- ファラード　Farád
- フェヘールトー　Fehértó
- フェルテード　Fertőd
- フェルテーボズ　Fertőboz
- フェルテーエンドレード　Fertőendréd
- フェルテーホモク　Fertőhomok
- フェルテーラーコシュ　Fertőrákos
- フェルテーセントミクローシュ　Fertőszentmiklós
- フェルテーセープラク　Fertőszéplak

### G
- ジャローカ　Gyalóka
- ジェール　Győr
- ジョーロー　Gyóró
- ジェールシェヴェーニハーズ　Győrsövényház
- ジェールザーモイ　Győrzámoly
- ジェールウーイファル　Győrújfalu
- ガーント　Gánt
- ゲーデルラク　Géderlak
- ジェニュー　Gönyű

### H
- ハルカ　Harka
- ヘチケー　Hegykő
- ヒデクシェーグ　Hidegség
- ヒモド　Himod
- ヘヴェイ　Hövej

### I
- イヴァーン　Iván

### J
- ヤーノシュショモルヤ　Jánossomorja

### K
- カプヴァール　Kapuvár
- キシュバボト　Kisbabot
- キシュファルド　Kisfalud
- コープハーザ　Kópháza
- クンシゲト　Kunsziget
- コーニ　Kóny

### M
- マグローツァ　Maglóca
- マジャルケレストゥール　Magyarkeresztúr
- マルコタベデゲ　Markotabödöge
- メゼーエルシュ　Mezőörs
- ミハーイ　Mihályi
- モションマジャルオーヴァール　Mosonmagyaróvár

### N
- ナジツェンク　Nagycenk
- ナジロージュ　Nagylózs
- ネメシュケール　Nemeskér

### O
- オシュリ　Osli

### Ö
- エッテヴェーニ　Öttevény

### P
- パンノンハルマ　Pannonhalma
- ペレステグ　Pereszteg
- ペテーハーザ　Petőháza
- ピンニェ　Pinnye
- ポチョンド　Potyond
- プスタチャラード　Pusztacsalád
- パーリ　Páli
- パーストリ　Pásztori
- ペール　Pér

### R
- レープツェセメレ　Répceszemere
- レープツェヴィシュ　Répcevis
- レイテクムジャイ　Röjtökmuzsaj
- ラーバケツェル　Rábakecöl
- ラーバポルダーニ　Rábapordány
- ラーバシェベシュ　Rábasebes
- ラーバセントアンドラーシュ　Rábaszentandrás
- ラーバタマーシ　Rábatamási
- ラープツァカピ　Rábcakapi

### S
- シャッロード　Sarród
- ショプロン　Sopron
- ショプロンホルパーチ　Sopronhorpács
- ショプロンケヴェジュド　Sopronkövesd
- ショプロンネーメティ　Sopronnémeti
- サコニ　Szakony
- サニ　Szany
- シル　Szil
- シルシャールカーニ　Szilsárkány
- サールフェルド　Szárföld

### T
- タールノクレーティ　Tárnokréti
- テート　Tét

### U
- ウーイケール　Újkér
- ウンド　Und

### V
- ヴァドシュファ　Vadosfa
- ヴァーグ　Vág
- ヴェスケーニ　Veszkény
- ヴィトニェード　Vitnyéd
- ヴェルチェイ　Völcsej
- ヴァーモシュサバディ　Vámosszabadi
- ヴァーシャーロシュファル　Vásárosfalu
- ヴェーネク　Vének

### Z
- ジェベハーザ　Zsebeháza
- ジラ　Zsira